# Гвоздовцы
Гвоздовцы́ (укр. Гвіздівці) — село в Сокирянской городской общине Днестровского района Черновицкой области Украины.
Население по переписи 2001 года составляло 1732 человека. Население 1643 человека (2024 год). Почтовый индекс — 60225. Телефонный код — 3739. Код КОАТУУ — 7324083501.

## Общие сведения
Гвоздовцы расположены в живописной местности в Прут-Днестровском междуречье в 9 км на юго-запад от райцентра Сокиряны, на украино-молдовской границе. Соседние населенные пункты Сокиряны, Коболчин, Сербичаны, Романковцы и молдавское село Клокушна. Село входит в состав Черновицкой области. Расстояние от города Черновцы: 130 км.
День села — 25 августа. В этот день на сельском стадионе проводятся торжественные мероприятия, концерты, массовые гуляния. Почти всегда празднуется день освобождения села от фашистских захватчиков. Торжественные мероприятия проводятся на День Победы. Храмовой праздник — 8 ноября (день Святого Дмитрия Солунского).
Более детальная информация — на сайте села Гвоздовцы http://gvizdivtsi.org.ua/

## История и современность
Местность нынешнего села заселялась издавна. Археологическими раскопками выявлено поблизости от села, в урочище Гнилая Речка, остатки поселения периода трипольской культуры (где-то 5500-3000 лет до н. э.).
За давним сельским поверьем, село на том месте, где оно стоит сегодня, было основано человеком по фамилии Гвоздев, или Гвоздов. Откуда он прибыл — неизвестно, но именно благодаря ему село и получило такое название. Первое письменное упоминание о с. Гвоздовцы датируется 1432-м годом, когда властитель этих земель тех времен — молдавский воевода Александр подарил село боярам Ивашке Владиченку и Петру Иордашку.
По Бухарестскому мирному договору 1812 г., заключенному между Турцией и Россией эта территория окончательно была присоединена к России. Село вошло в Сокирянскую волость Хотинского уезда Бессарабской губернии. После окончательного присоединения к России, населению села заметно увеличивается, в том числе за счет переселенцев из центральных районов России.
В январе 1918 г. в селе была провозглашена советская власть. Но в конце февраля 1918 г. австро-германские войска захватили Гвоздовцы. После распада Австро-Венгрии в ноябре 1918 года село захватила боярская Румыния. Начались кровавый террор, беспощадное разграбление, принудительные реквизиции. Вспыхнуло Хотинское восстание. Соседнее село Романковцы и в значительной степени Гвоздовцы, были одними из центров этого восстания.
28 июня 1940 года село радушно встречало советских воинов. К тому времени в Гвоздовцах проживало 3210 человек (3201 украинцев, 6 молдаван, 1 россиянин и 2 других национальностей). Крестьянам к тому времени принадлежало 2191,89 дес. пахотной земли и пастбищ. 28 июня 1940 г. был избран сельский совет. Это решение собрания в начале июля было утверждено Хотинским уездным исполнительным комитетом Бессарабии. Сельсовет распределил помещичью, поповскую и часть кулацкой земли. Помещичий дом был передан под школу. В селе открыли клуб, библиотеку. Люди впервые увидели кино.
2 августа 1940 г. согласно закону «О включении северной части Буковины, Хотинского, Аккерманского и Измаильского уездов Бессарабии в состав УССР» село вместе со всей Сокирянской волостью вошло в состав Украинской ССР. 7 августа 1940 года Президиум Верховного Совета УССР издал Указ о создании Черновицкой области и Хотинский уезд и в том числе Гвоздовцы вошли в состав области. 12 ноября 1940 года Президиум Верховного Совета УССР своим Указом реформирует административно-территориальное устройство освобождённых территорий. Уезды и волости были ликвидированы и вместо них созданы районы. Гвоздовцы вошли в состав Сокирянского района.
Началась Великая Отечественная война. Много крестьян были призваны в армию и направлены на фронт. Сельский совет прекратил работу 4 июля 1941 г., поскольку Гвоздовцы были захвачены румынско-немецкими оккупантами. Освобождено село было 25 марта 1944 г.
До 2020 года входило в Сокирянский район.